# Холадеј (Јута)
Холадеј (енгл. Holladay) град је у америчкој савезној држави Јута.

## Демографија
По попису из 2010. године број становника је 26.472, што је 11.911 (81,8%) становника више него 2000. године.
| Група             | 2000.          | 2010.          |
| Белци             | 13.744 (94,4%) | 23.620 (89,2%) |
| Афроамериканци    | 67 (0,5%)      | 227 (0,9%)     |
| Азијати           | 240 (1,6%)     | 737 (2,8%)     |
| Хиспаноамериканци | 272 (1,9%)     | 1.241 (4,7%)   |
| Укупно            | 14.561         | 26.472         |